# Орсаг Гвездослав, Павол
Павол Орсаг Гвездослав (настоящая фамилия Орсаг, произносится «Гвьездослав», словац. Pavol Országh Hviezdoslav; 2 февраля 1849, Вишни-Кубин — 8 ноября 1921, Дольни-Кубин) — словацкий поэт.
Родился в мелкопоместной семье. Первые публикации относятся к 1860-м годам.

## Творчество

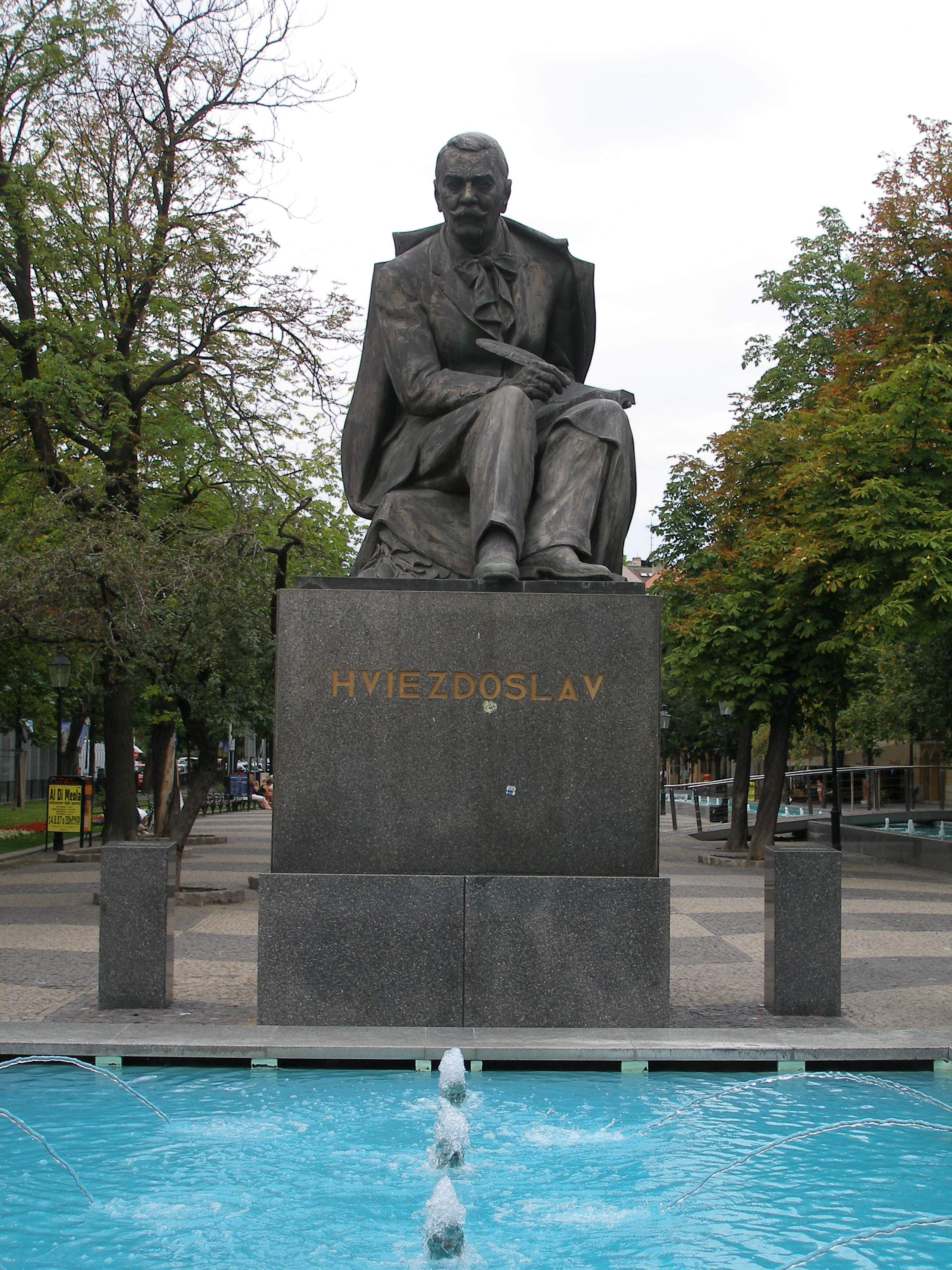
Памятник поэту на Hviezdoslavovo námestie (Площади Гвездослава) в Братиславе

В поэмах «Жена лесника» (1884—1886), «Ежо Влколинский» (1890), «Габор Влколинский» (1897—1899) изобразил взаимоотношения дворянства и крестьян. Во многих стихотворных рассказах (в том числе «Бутора и Чутора», 1888) показал жизнь словацкой деревни.
Гвездослав — автор нескольких пьес — «Vzhledanie» (1868), «Месть» (Pomsta, 1869), «Отчим» (1871), «Облака» (Oblaky, 1879), «Na Luciu» (1904), «Ирод и Иродиада» (Herodes a Herodias, 1909). Трагедия «Ирод и Иродиада» написана на евангельский сюжет, однако наполнена злободневными намёками.
Лирика Гвездослава проникнута социальными мотивами. В цикле стихов «Летние побеги» (1885—1895) Гвездослав выступал в защиту народа, развенчивал лицемерие знатных людей, осуждал национальные конфликты. Сборник «Кровавые сонеты» (1914) посвящён осуждению Первой мировой войны.
Гвездослав переводил на словацкий язык стихи Уильяма Шекспира, Иоганна Вольфганга Гёте, Фридриха Шиллера, Шандора Петёфи, Александра Пушкина, Михаила Лермонтова, Адама Мицкевича.
В Братиславе существует Площадь Гвездослава (Hviezdoslavovo námestie), на которой установлен памятник поэту, его именем назван театр.
Портрет Гвездослава был представлен на купюре в 10 чехословацких крон 1986 года.

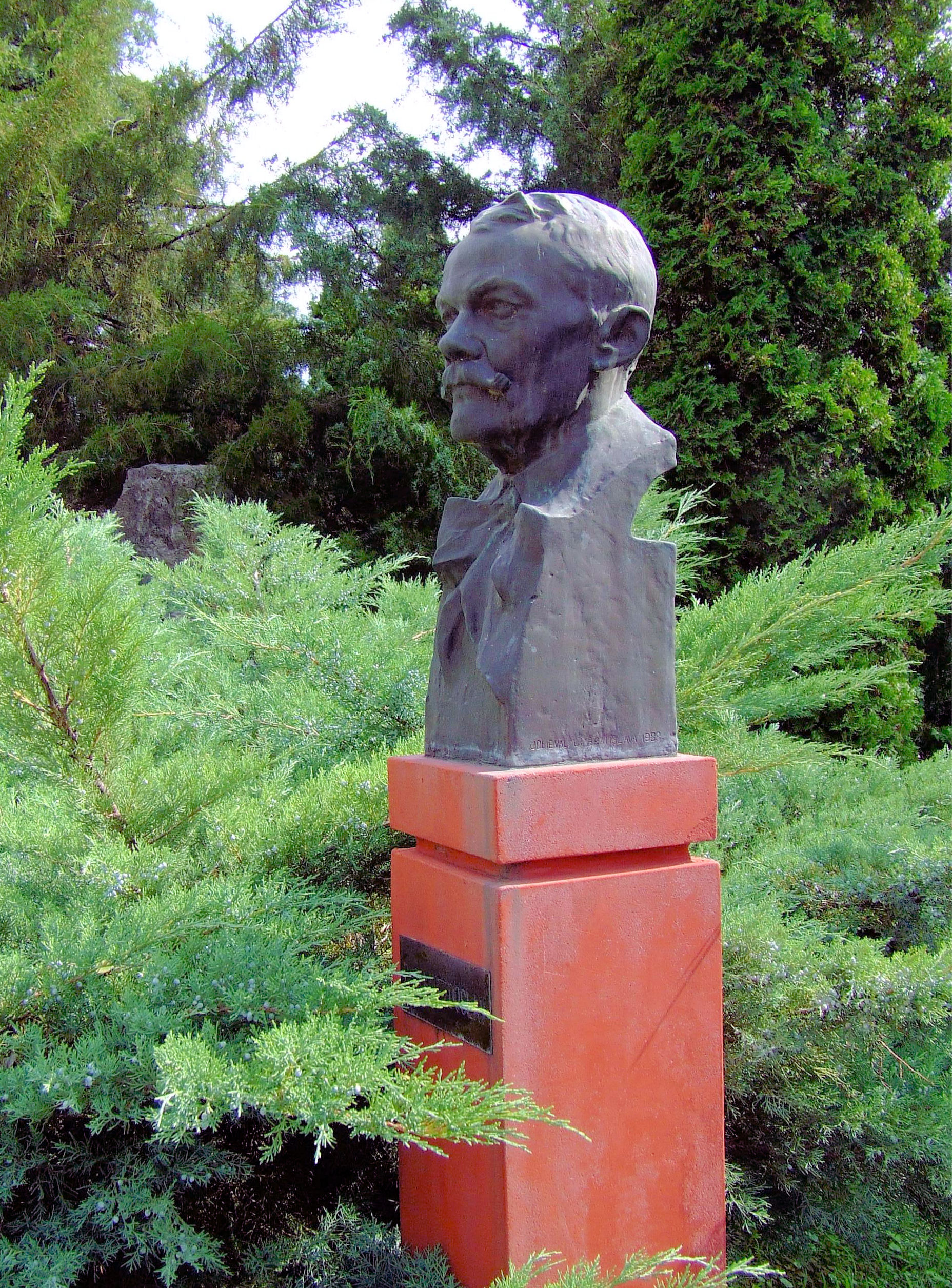
Бюст в Музее Ш. Петёфи

### Издания произведений
- Spisy. Sv. 1-12. Martin-Bratislava, 1951-57.
- Павол Орсаг Гвездослав. Стихи. М., 1961.

### О Гвездославе и его творчестве
- Šmatlák St. Hviezdoslav. Bratislava, 1961.
- Кишкин Л. С. Патриотическая лирика Гвездослава // Литература славянских народов. Вып. 5. М., 1960.